# Medio Oriente (album)
Medio Oriente è il primo album del gruppo musicale Sempre Noi, pubblicato nel 1993.

## Tracce
1. Occhi di falco
2. Medio Oriente
3. Quanto amore tu mi dai
4. Notti in strada
5. Sei lontana
6. Nebbia
7. Sola più che mai

## Formazione
- Chris Dennis - violino, flauto
- Paolo Lancellotti - batteria, percussioni
- Joe Della Giustina - basso
- Sandro Stimolo - voce
- Roberto Ferniani - chitarre
- Luca Zannoni - tastiere